# 山本高之
山本 高之（やまもと たかゆき、1974年 - ）は、日本のアーティスト。
小学校教員の経験をもとに教育に関するアート活動を行う。

## 概要
愛知県生まれ。大学院修了後、渡英。 チェルシー・カレッジ・オブ・ アート・アンド・デザインでM.A. 取得。
過去にはワークショップ「どんな地獄へ行くのかな」などを実施している。
国際芸術祭あいち（2022年）ではラーニング・キュレーターを務めた。

## 経歴
- 1974年 - 愛知県生まれ
- 1997年 - 愛知教育大学芸術教育学部卒業
- 1999年 - 愛知教育大学大学院芸術教育科立体造形修了
- 2001年 - バイアム・ショウ美術学校（Byam Shaw School of Art）、ロンドン、英国
- 2002年 - チェルシー・カレッジ・オブ・アート・アンド・デザイン (Chelsea College of Art and Design) 修士号（M.A.）取得、ロンドン、英国
- 2014年～2015年 - アジアン・カルチュラル・カウンシル(ACC)の助成を受け、ニューヨークに滞在
- 2017年 - 文化庁新進芸術家海外研修 / ロンドンに滞在[1]

## 個展
- 「山本高之 Children of men」（2017年、アートラボあいち）
- 「山本高之とアーツ前橋のビヨンド20XX　未来を考えるための教室」（2019年、アーツ前橋）[2]
- 山本高之「どんなじごくへいくのかな」展（2025年、角川武蔵野ミュージアム）

## グループ展
- 笑い展：現代アートに見る『おかしみ』の事情」（森美術館、2007）
- あいちトリエンナーレ2010
- 「アジアの亡霊」（アジア美術館、サンフランシスコ、2012年）
- コチ＝ムジリス・ビエンナーレ（インド、2016）
- 「ゴー・ビトゥイーンズ展：こどもを通して見る世界」（森美術館ほか2014-2015）
- 「物語のかたち」（2015年/せんだいメディアテーク、宮城）
- 「未見の星座」(2015年/東京都現代美術館、東京)

## 主な作品
- どんなじごくへいくのかな、東京
- きみのみらいをおしえます（サンフランシスコ）
- Facing the Unknown：ブラック・ホール
- スプーン曲げを教える　レッスン3：横浜山手中華学校
- イクトゥス
- チルドレンズ・プライド、上石神井駅
- まばゆい気分でー未来の東北博覧会'87
- どうぶつたちの一週間、愛知

## 著作
- 『芸術と労働』（共著、白川昌生＋杉田敦編、水声社 2018）
- 「山本高之とアーツ前橋のBEYOND２０ＸＸ　未来を考えるための教室」記録集